# 남궁현 (1912년)
남궁현(南宮炫, 1912년 부여 - 1986년 11월 24일은 대한민국의 정치가이다. 

## 약력
- 서울 철도중학교를 졸업하였다.
- 1948년 5월 10일: 제헌 국회의원(충남 부여갑)

## 역대 선거 결과
|  | 49.86% |

|  | 33.04% |

|  | 20.51% |

|  | 27.75% |

## 참고 자료
- 《대한민국 의정총람》, 국회의원총람발간위원회, 1994년
- 남궁현 - 대한민국헌정회